# Ametist

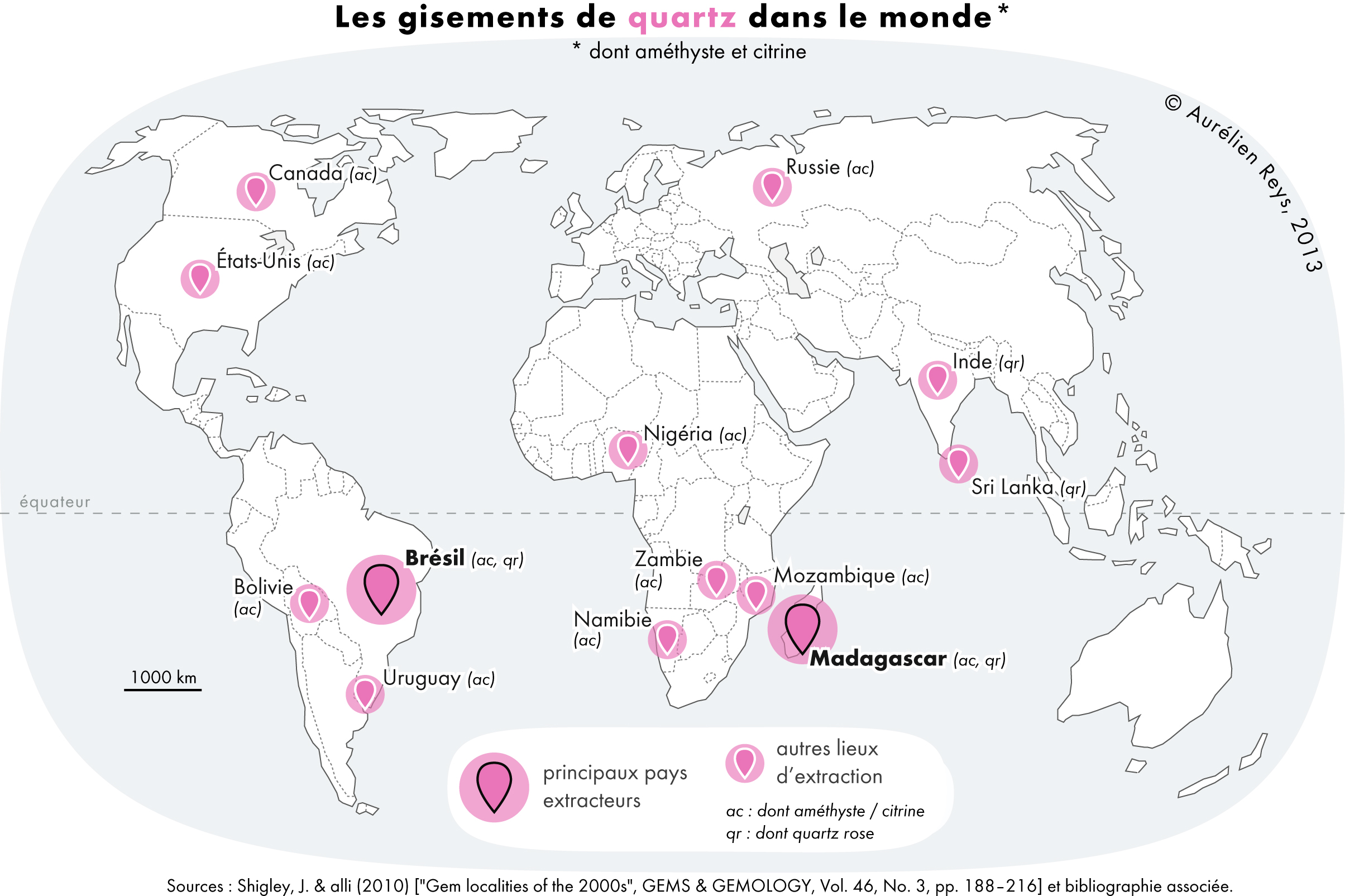
De viktigaste ametistproducerande länderna

Ametist kallas den lila färgvarianten av mineralet kvarts, som oftast är vit. Om ametist har kraftig lila-violett färg och/eller är genomskinlig kan man kalla den en ädelsten. Hur ädel den är, är ett kvalitetsbegrepp. I en sten kan man således finna att ena halvan är vit till ljust lila och ogenomskinlig, det vill säga oädel, medan den blir klarare och mer vackert färgad i den ädlare delen. Den är den mest populära av kvartsens färgvarianter. Namnet kommer från grekiskan och betyder oberusad, då man under antiken trodde att ametisten skyddade mot alkoholförgiftning.
Färgen uppkommer som en kombination av inlagrade järnatomer och joniserande bestrålning. Ametisten kan ändra färg vid höga temperaturer, och kan upphettas i ugn av handlare för att ändra färg till orange citrin. Dock är inte alla citriner av människan uppvärmd ametist. Beroende på temperatur kan stenen även fås till att bli grön. Man gör detta helt enkelt för att kunna sälja fler stenar, det vill säga att tjäna mer. Citrin är ganska ovanlig och förekommer mest som partier av rökkvartskristaller.
Ametist finns i geoder (ihåliga blåsrum i basalt lava) i Brasilien. Kristallerna täcker väggarna av insidan av geoderna. Samma typ av fyndigheter finns även bland annat i Uruguay, Armenien, Atlasbergens västsida och i Marocko. Man finner även ametistfärgad kvarts i sprickor och hålrum i kvartsådror (hydrotermala gångar) samt i pegmatiter. Man kan även hitta ametist i Sverige, bland annat i Värmland (Ransätershöjden), samt i Kirunas, Dannemoras, Grängesbergs och Dalkarlsbergets järnmalmsgruvor. En känd, numera fridlyst förekomst, ligger vid sjön Ärten i sydligaste Dalarna där ametistfyllda sprickor genomkorsar sandstenen. En annan förekomst är i fluoritfyllda sprickor i granit på norra sidan av Långsjön vid Surahammar i Västmanland. I sprickorna har först fluorit utkristalliserats i gröna och gula band varpå kvarts har kristalliserat inuti hålrumssprickor. Kvartsen är ofta rökfärgad men vissa sprickor har varit av vackert lila ametist. Det första fyndet gjordes här på 1960-talet då bergsprängare Malte Åsell fann en stor spricka vid bygget av riksvägen. Den största nord-sydgående sprickan var cirka 30 m öster om riksvägen där numera en platt grusplan överväxt av skog finns. Ametist har liknande färg som flera andra mineral, bland annat lila flusspat, kunzit och fluorit. Man kan lätt skilja dem åt med hjälp av kristallformen, dess hårdhet, lyster, brottytor, brytningsindex, densitet med mera.
Ametisten var en populär smyckesten redan under medeltiden och renässansen. Den blev åter populär under 1800-talet i empir- och nyrokokosmycken. De norska kunga- och drottningkronorna från 1818 respektive 1830 är besatta med ametister. Vid världsutställningen i Paris gavs tsaritsan av Ryssland tre slipade ametister från Mursinka, nordost om Ekaterinburg i Uralbergen. Dessa var av den bästa kvalitet världen dittills sett och man kom sedan dess att jämföra ametisterna av högsta kvalitet med Mursinka-ametister, även kallad Sibirisk ametist.

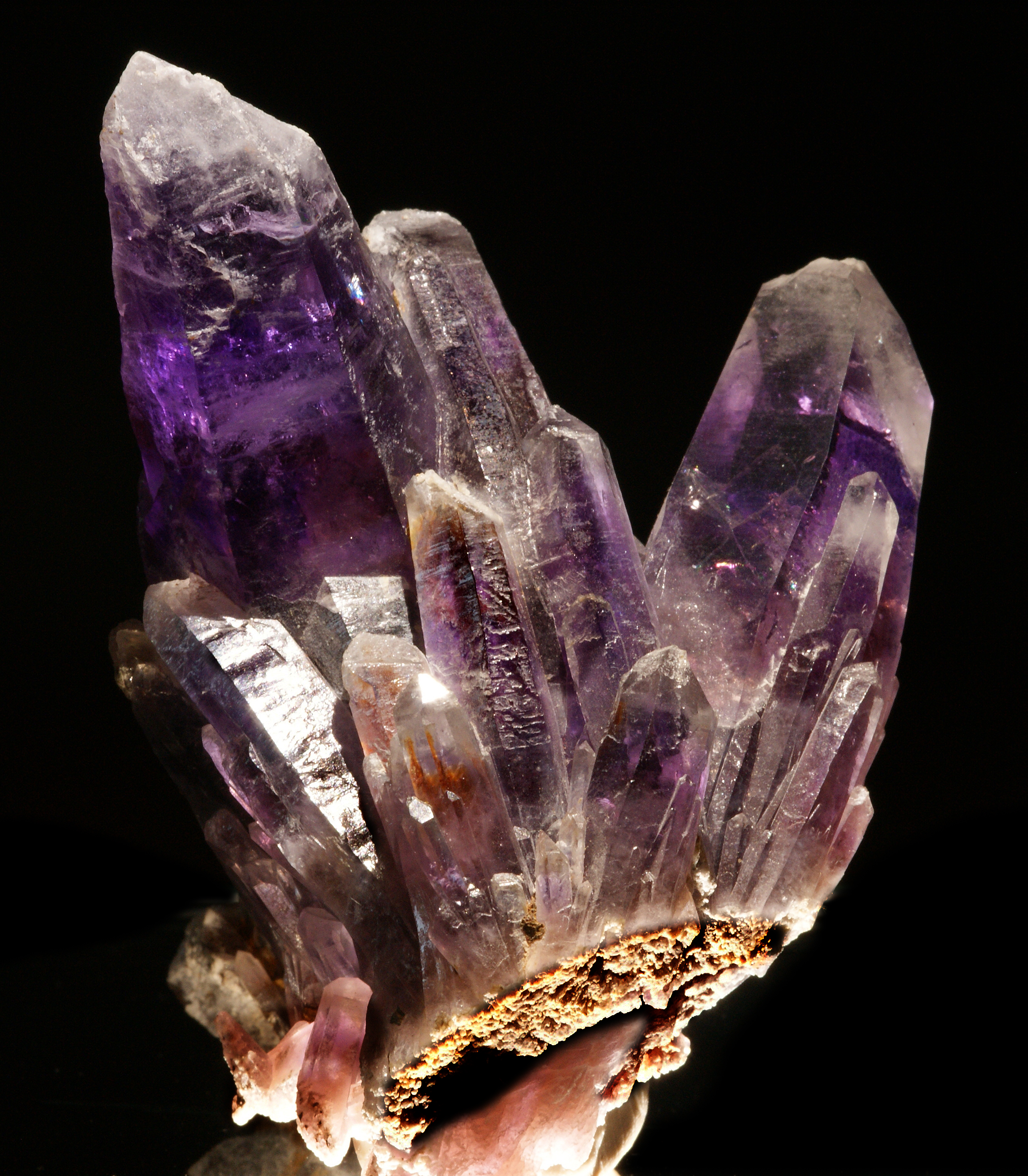
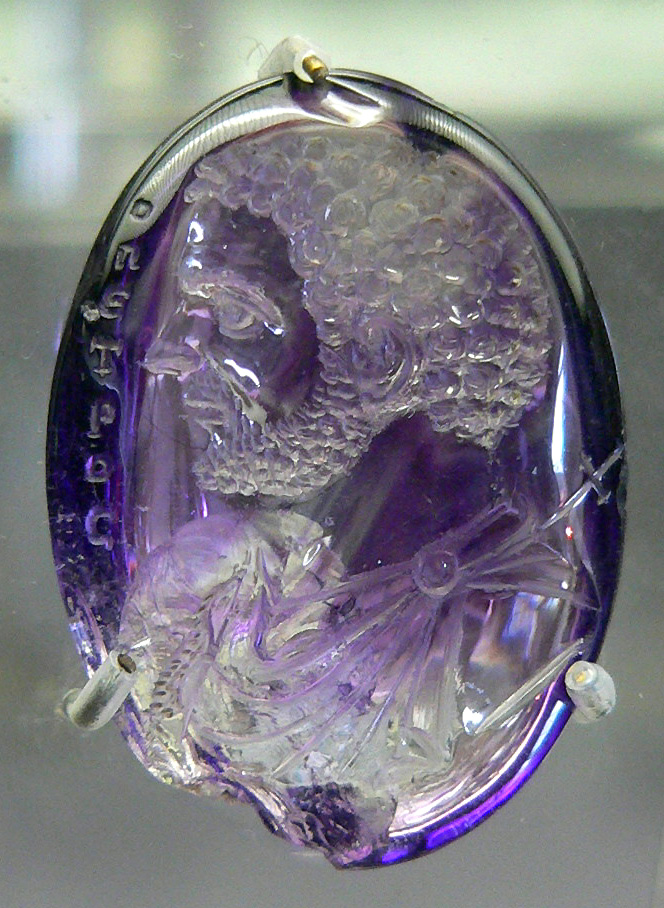
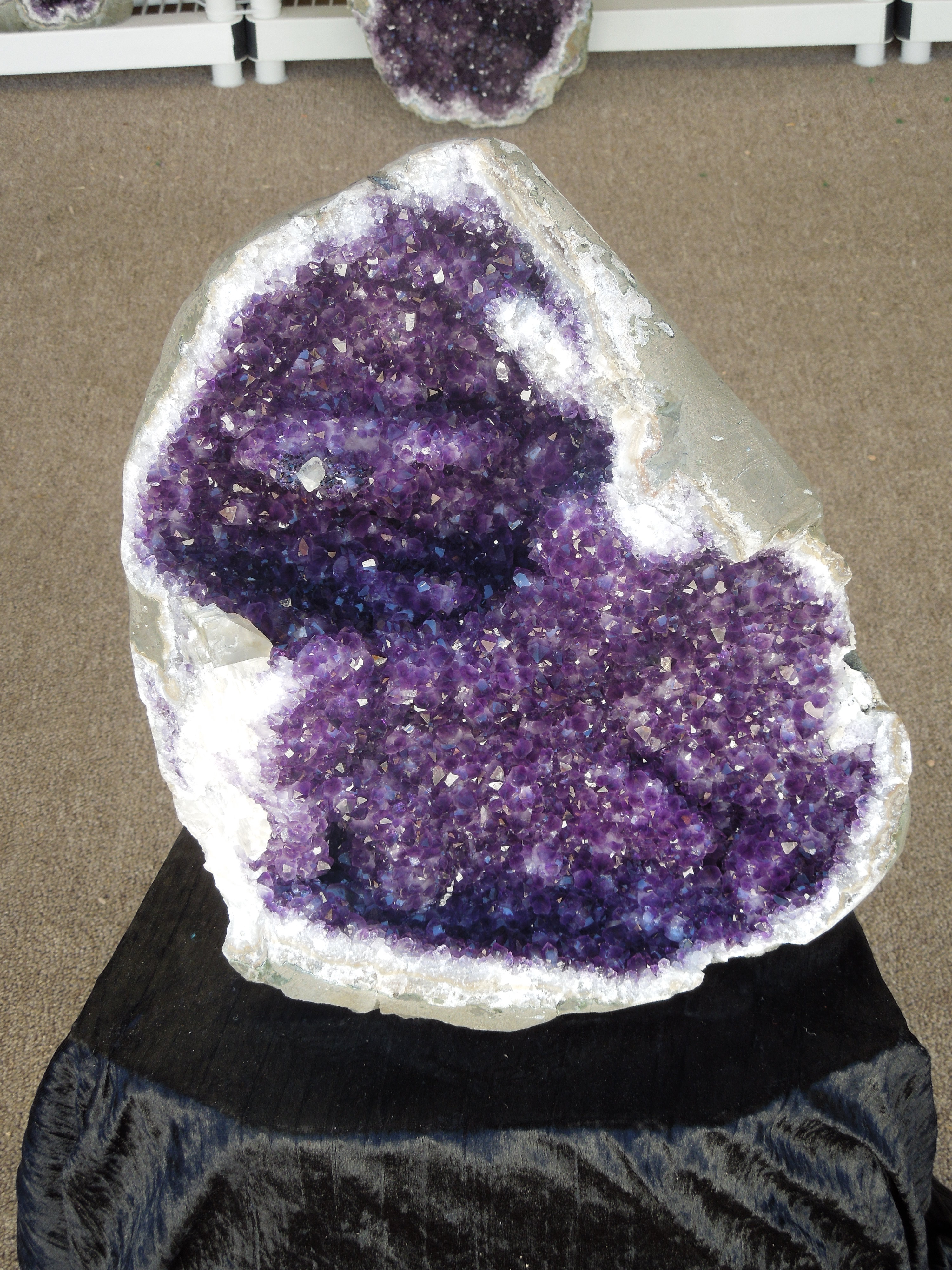
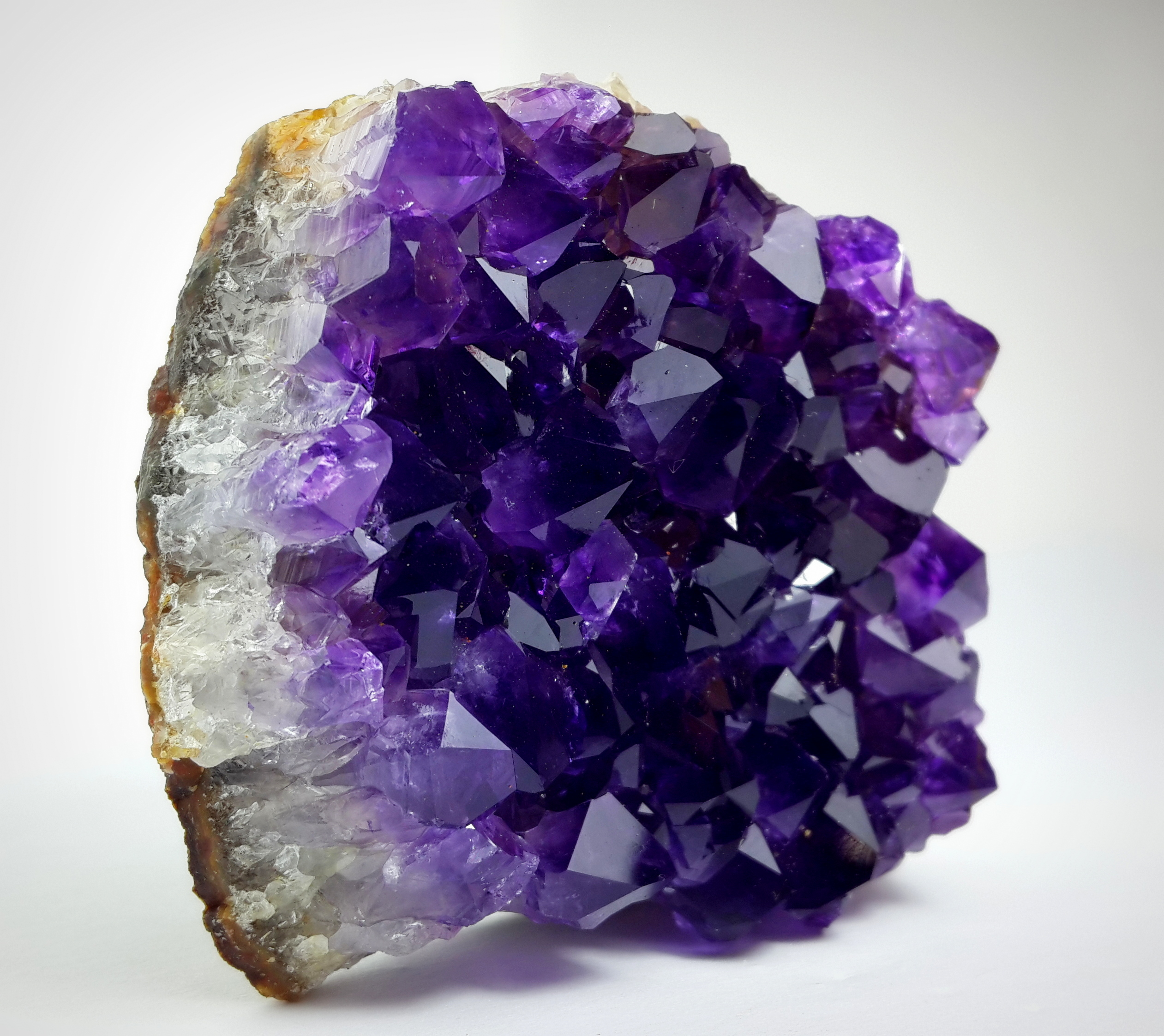
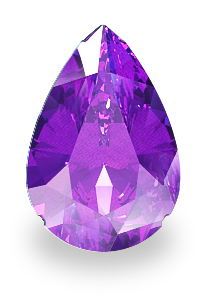
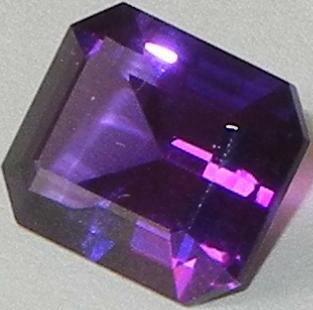
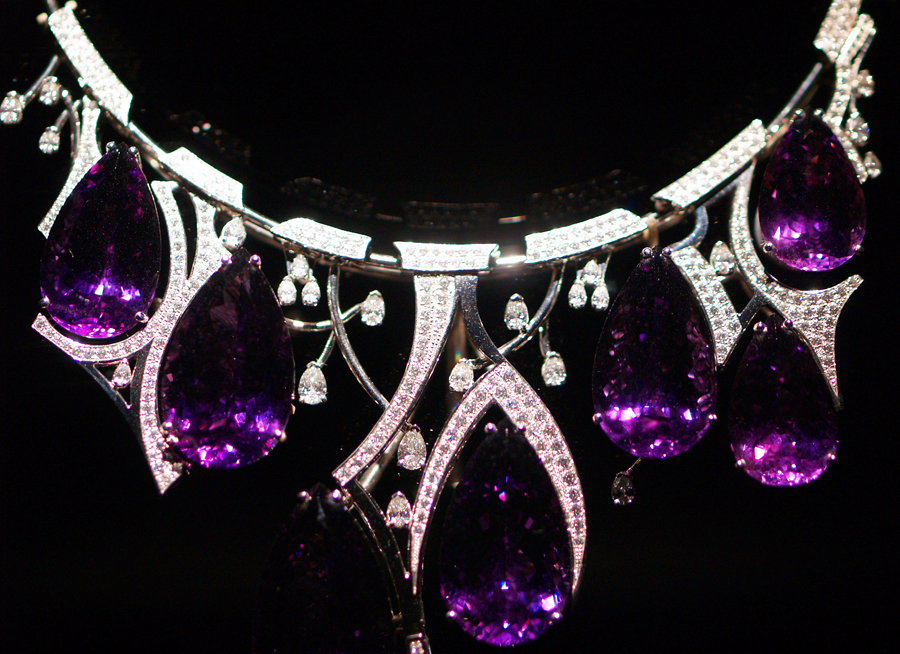
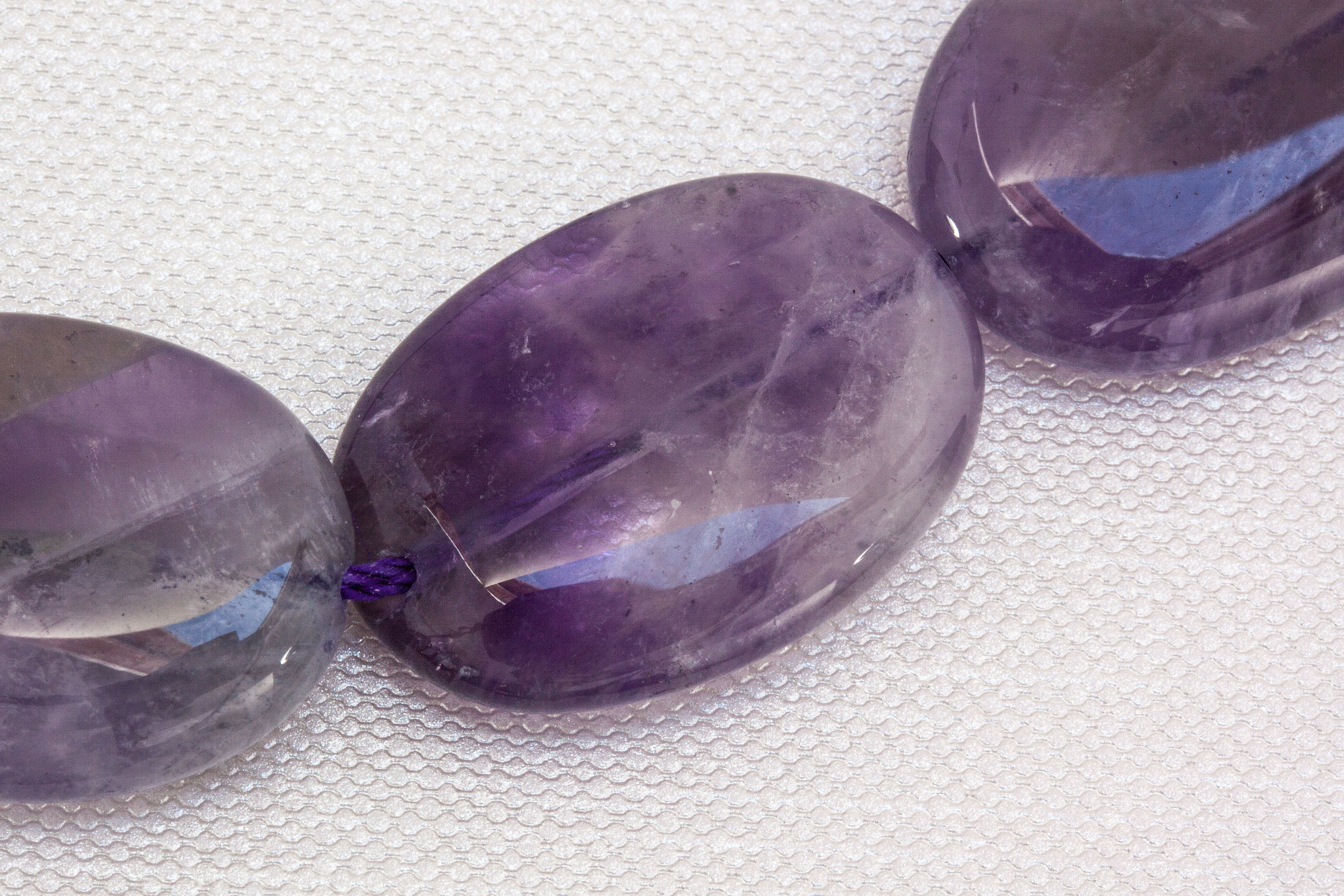
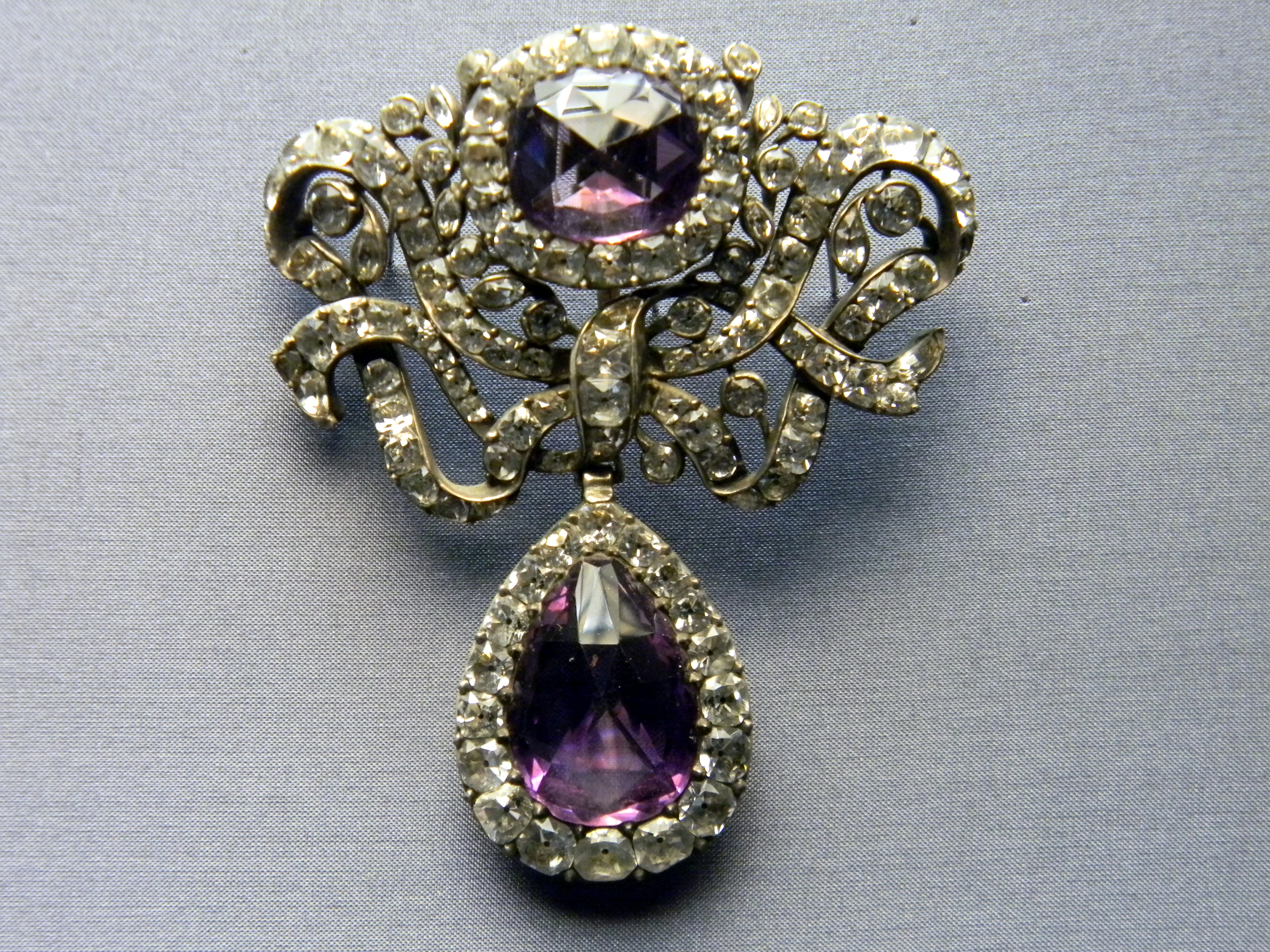
Örhänge med taffelslipade ametister, slätfattning. Från 1600-talets andra hälft. Livrustkammaren
thumb